# Gypsacanthus nelsonii
Gypsacanthus nelsonii är en akantusväxtart som beskrevs av E.J. Lott, V. Jaramillo L. och J. Rzedowski. Gypsacanthus nelsonii ingår i släktet Gypsacanthus och familjen akantusväxter. Inga underarter finns listade i Catalogue of Life.